# Queen Rock Montreal
Queen Rock Montreal ist das 2007 erschienene, sechste Livealbum der britischen Rockgruppe Queen und enthält Aufnahmen aus den Konzerten am 24. und 25. November 1981 in Montreal, der zweitgrößten Stadt Kanadas. Diese Auftritte vor jeweils 18.000 Zuschauern wurden für den Kinofilm Queen – We Will Rock You aufgezeichnet, der 1983 seine Premiere hatte.

## Hintergrund
Queens Konzerte im Montreal Forum waren – mehr als einen Monat nach Beendigung der Lateinamerika-Tourneen – eigens für die Verfilmung angesetzt worden; davor war die Band bereits dreimal in dieser Halle aufgetreten. Queen Rock Montreal dokumentiert Queens letzte beiden Konzerte in Vierer-Besetzung – ohne zusätzlichen Keyboarder wie bei den folgenden Auftritten. Zum ersten Mal spielte die Gruppe dabei ihre kurz zuvor erschienene Single Under Pressure, die zu jener Zeit gerade die Spitze der britischen Charts belegte. Letztmals im Konzert-Programm zu hören waren sowohl die Titel Let Me Entertain You und I’m in Love with My Car als auch Roger Taylors Pauken-Solo. Im Gegensatz zur DVD beinhaltet das Album Queen Rock Montreal die bis dahin unveröffentlichten Live-Aufnahmen der aus dem Soundtrack Flash Gordon stammenden Stücke Flash und The Hero, von denen nur die Tonspuren, aber keine Filmmitschnitte mehr vorhanden sind. Queens Coverversion von Jailhouse Rock ist in allen Veröffentlichungen der Konzerte an anderer Stelle platziert als bei den Live-Auftritten, wo die Band den Song im Rahmen der Zugabe vor We Will Rock You spielte.
Als Download-Single veröffentlichte das Label Parlophone eine gekürzte, 2:30 Minuten lange Fassung des Titels Keep Yourself Alive.

## Titelliste
| CD 1: 1. Intro (Taylor) – 1:59 2. We Will Rock You (Fast) (May) – 3:06 3. Let Me Entertain You (Mercury) – 2:48 4. Play the Game (Mercury) – 3:57 5. Somebody to Love (Mercury) – 7:53 6. Killer Queen (Mercury) – 1:59 7. I’m in Love with My Car (Taylor) – 2:03 8. Get Down Make Love (Mercury) – 4:45 9. Save Me (May) – 4:14 10. Now I’m Here (May) – 5:31 11. Dragon Attack (May) – 3:11 12. Now I’m Here (Reprise) (May) – 1:53 13. Love of My Life (Mercury) – 3:56 | CD 2: 1. Under Pressure (Queen/Bowie) – 3:50 2. Keep Yourself Alive (May) – 3:29 3. Drum and Tympani Solo (Taylor) – 3:00 4. Guitar Solo (May) – 5:11 5. Flash (May) – 2:11 6. The Hero (May) – 1:51 7. Crazy Little Thing Called Love (Mercury) – 4:15 8. Jailhouse Rock (Leiber/Stoller) – 2:32 9. Bohemian Rhapsody (Mercury) – 5:28 10. Tie Your Mother Down (May) – 3:52 11. Another One Bites the Dust (Deacon) – 4:00 12. Sheer Heart Attack (Taylor) – 3:53 13. We Will Rock You (May) – 2:09 14. We Are the Champions (Mercury) – 3:27 15. God Save the Queen (Trad. arr. May) – 1:27 |

Die Titel Flash und The Hero sind ausschließlich auf dem Album und nicht in den Kino- und Videofassungen enthalten.

## Equipment
Neben den Instrumenten der Musiker sind die Hersteller angegeben:
- Bass-Gitarre: Fender Precision, Music Man Stingray
- E-Gitarre: Red Special, Fender Telecaster (in Crazy Little Thing Called Love)
- akustische Gitarre: Ovation
- Konzertflügel: Steinway D
- Schlagzeug und Pauke: Ludwig
- Gong: Paiste

Aufgenommen wurden die Konzerte von Mack und Kooster McAllister. Der ursprüngliche Musikproduzent ist Mack. Den 2007 veröffentlichten Sound-Mix produzierten Justin Shirley-Smith, Kris Fredriksson und Joshua J. Macrae.

## Konzertfilm

### KinofilmWe Will Rock You
Der Regisseur und Produzent Saul Swimmer nahm Queens Konzerte in Montreal im anamorphen 35-mm-Kinofilm-Format auf, womit diese Verfilmung laut Brian May zu den insgesamt lediglich drei Konzertmitschnitten der Band im „Film“-Format zählt. Bereits während der Dreharbeiten gab es Spannungen zwischen der Musikgruppe und Swimmer und später kam es zum Bruch zwischen ihnen. Der etwa eineinhalbstündige Film gelangte erst 1984 unter dem Titel Queen – We Will Rock You in die Kinos. Gegen den Willen der Band erschien eine VHS-Ausgabe des Konzertfilms. Später wurden noch weitere Video- und DVD-Fassungen veröffentlicht. Brian May kritisierte wiederholt die Veröffentlichungspolitik Swimmers und äußerte sich unzufrieden darüber, dass Queen aus rechtlichen Gründen keine Kontrolle über den Film hätten.

### DVD„Queen Rock Montreal & Live Aid“
In Kooperation mit dem Label Eagle Rock erwarb die Band im Jahr 2006 die Rechte an diesem Konzertfilm. Die Bilder wurden digital restauriert. Eine grundlegende Neugestaltung des Films war nicht möglich, weil das einst beim Schnitt weggefallene Filmmaterial nicht mehr verfügbar war. Der Ton wurde von den originalen Multitrack-Tonbändern für DTS-Surround-Sound und PCM-Stereo neu gemixt. Die Einzel-DVD Queen Rock Montreal enthält neben dem Konzertmitschnitt neue begleitende Audio-Kommentare von Brian May und Roger Taylor. Die Doppel-DVD Queen Rock Montreal & Live Aid beinhaltet zusätzlich die vollständige Wiedergabe von Queens berühmtem Auftritt beim Live-Aid-Benefizkonzert am 13. Juli 1985 im Londoner Wembley-Stadion. Des Weiteren umfasst diese Ausgabe Ausschnitte aus Queens Proben für Live Aid (Hammer to Fall, Bohemian Rhapsody und Radio Ga Ga) sowie ein damals mit der Gruppe geführtes Interview. Queen spielten bei ihrem etwas mehr als 20 Minuten dauernden Auftritt folgende Stücke:
1. Bohemian Rhapsody (Mercury)
2. Radio Ga Ga (Taylor)
3. Hammer to Fall (May)
4. Crazy Little Thing Called Love (Mercury)
5. We Will Rock You (May)
6. We Are the Champions (Mercury)

Im Rahmen des Live-Aid-Finales im Wembley-Stadion sang Freddie Mercury, von Brian May an der akustischen Gitarre begleitet, Queens Lied Is This the World We Created.
Als Bonus befindet sich auf dieser DVD überdies ein aus dem Jahr 1982 stammender TV-Beitrag über Queen aus der US-amerikanischen Fernsehreihe PM Magazine, in dem auch die Bandmitglieder zu Wort kommen. 2007 erschien der Konzertfilm in den Formaten HD DVD und Blu-ray Disc.

## Neubearbeitung für IMAX und Wiederveröffentlichung
Vom 18. bis zum 21. Januar 2024 war eine Neubearbeitung von Queen Rock Montreal in IMAX Kinos zu sehen. Der Film wurde in über 450 IMAX-Kinos weltweit gezeigt, darunter in Deutschland, Österreich, Schweiz und Luxemburg. Es handelte sich um die erste digitale Remastered-Version des Konzertfilms speziell für IMAX-Kinos. Die Bearbeitung umfasste Verbesserungen wie 12-Kanal-Surround-Sound mit einer angepassten Kinogeometrie und erweiterte Bildqualität. Am 10. Mai 2024 wurde das Konzert in verschiedenen Formaten erneut veröffentlicht, darunter ein Doppel-Blu-ray/4K Ultra High Definition-Paket, eine Doppel-CD sowie Triple-LPs in schwarzem und exklusivem transparent-blauem Vinyl. Die restaurierten Aufnahmen bieten sowohl Full-Frame- als auch Widescreen-Optionen, ergänzt durch Dolby-Atmos-Sound. Ab 15. Mai 2024 kam die Version mit IMAX ENHANCED SOUND BY DTS dann bei Disney+ ins Programm.

## Rezeption

### Rezensionen

#### Film
Neue Zürcher Zeitung (Schweiz), 1984: „Denn nur wie wenige Musikfilmregisseure versteht es Swimmer, die Atmosphäre eines Rockkonzerts einzufangen, wiederzugeben und die musikalischen Qualitäten einer Gruppe wie deren ‚Appeal‘ beim Publikum hervorzuheben. […] Der Film reisst mit, ist unterhaltend, ist rockmusikalisches Entertainment par excellence.“
Filmdienst (Deutschland), 1984: „Eigenkompositionen der Gruppenmitglieder werden mit alten Rock’n’Roll-Titeln zu einer narzißtischen Selbstdarstellung der erfolgreichen Band verbunden, die sich gleichermaßen in exotisch-bombastischen und fragwürdigen Kostümierungen und Dekor gefällt. Für Anhänger der Musikgruppe kein uninteressantes Vergnügen.“

#### VideoQueen – We Will Rock You
All Music Guide (USA), von Greg Prato: „[…], We Will Rock You is an excellent document of latter-day Queen in concert […] one of Queen’s best in-concert home videos.“

#### Videoalbum
Classic Rock (Großbritannien), 2007, von Paul Elliott: „As a live act Queen were pretty much unbeatable and here’s the proof. […] It’s a brilliant performance, […]! The second disc has the legendary Live Aid set that confirmed Queen as the masters of stadium rock. […] this really is an essential purchase.“ (9/10)

### Chartplatzierungen
Das Videoalbum platzierte sich 2007 in den deutschen Albumcharts. Das Livealbum selbst platzierte sich in Deutschland erst nach Wiederveröffentlichung im Jahr 2024.
| ChartsChartplatzierungen     | Höchstplatzierung | Wochen |
| ---------------------------- | ----------------- | ------ |
| Deutschland (GfK)            | 6 (20 Wo.)        | 20     |
| Österreich (Ö3)              | 25 (13 Wo.)       | 13     |
| Schweiz (IFPI)               | 27 (8 Wo.)        | 8      |
| Vereinigtes Königreich (OCC) | 20 (4 Wo.)        | 4      |

| ChartsChartplatzierungen     | Höchstplatzierung | Wochen |
| ---------------------------- | ----------------- | ------ |
| Deutschland (GfK)            | 17 (20 Wo.)       | 20     |
| Österreich (Ö3)              | 3 (24 Wo.)        | 24     |
| Schweiz (IFPI)               | 3 (28 Wo.)        | 28     |
| Vereinigtes Königreich (OCC) | 2 (278 Wo.)       | 278    |

### Auszeichnungen für Musikverkäufe
Videoalbum

| Land/Region                  | Auszeichnungen für Musikverkäufe (Land/Region, Auszeichnung, Verkäufe) | Verkäufe |
| ---------------------------- | ---------------------------------------------------------------------- | -------- |
| Argentinien (CAPIF)          | Platin                                                                 | 8.000    |
| Australien (ARIA)            | Platin                                                                 | 15.000   |
| Deutschland (BVMI)           | Platin                                                                 | 50.000   |
| Frankreich (SNEP)            | Gold                                                                   | 5.000    |
| Italien (FIMI)               | —                                                                      | 18.500   |
| Kanada (MC)                  | 2× Platin                                                              | 20.000   |
| Neuseeland (RMNZ)            | Platin                                                                 | 5.000    |
| Polen (ZPAV)                 | Platin                                                                 | 10.000   |
| Portugal (AFP)               | Platin                                                                 | 8.000    |
| Schweiz (IFPI)               | Gold                                                                   | 3.000    |
| Vereinigte Staaten (RIAA)    | 3× Platin                                                              | 300.000  |
| Vereinigtes Königreich (BPI) | 2× Platin                                                              | 100.000  |
| Insgesamt                    | 2× Gold · 13× Platin ·                                                 | 542.500  |

Hauptartikel: Queen (Band)/Auszeichnungen für Musikverkäufe